# Lewandowski Point
Lewandowski Point är en udde i Östantarktis. Nya Zeeland gör anspråk på området.
Terrängen inåt land är kuperad åt nordväst, men åt sydost är den platt. Terrängen runt Lewandowski Point sluttar österut.